# サン＝ディヴィ
サン＝ディヴィ （Saint-Divy、ブルトン語:Sant-Divi）は、フランス、ブルターニュ地域圏、フィニステール県のコミューン。

## 地理
サン＝ディヴィはランデルノーの北西、ブレストの東にあたる。現在のコミューンは北に通る高速道12号線とブレスト・ブルターニュ空港に近接する。

## 由来
サン＝ディヴィの名は、リンデスファーン修道院にいたウェールズ人聖職者ディヴィに由来する。1531年にはSainct Ivy、1560年にはSaint Divy、1637年にはSancti Davidis、1651年にはSainct Ivyと名が記された。ディヴィは、ケレディジョン王国の王ケレディグ（fr）と妃ノナ（en）の子として、ディリノンで生まれた。ディヴィはアルモリカを放浪中に、ある時ギパヴァ近郊に滞在した。そこはレシヴィと呼ばれていた、外からの攻撃に備えた防御施設のあるマノワールで、このマノワールの周囲に徐々に農民の家が集まっていき、サン＝ディヴィの町となった。
サン＝ディヴィ教区は、古いアルモリカの教区であるラ・フォレ・ランデルノー教区の解消で生まれた。15世紀以降小教区であったが、19世紀前半に教区となった。

## 歴史

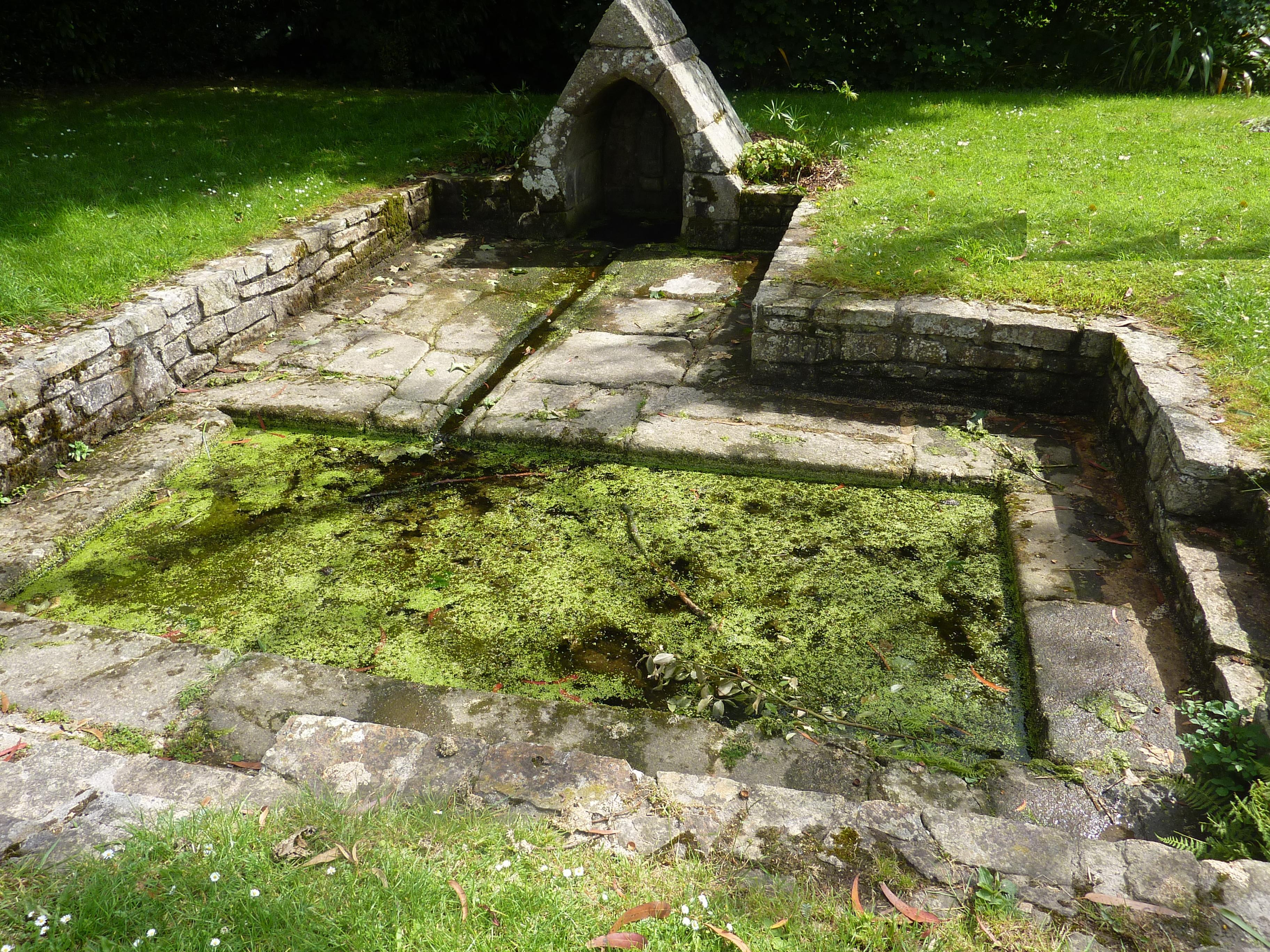
サン＝ディヴィの泉

地元で聖グエズヌの礼拝堂と呼ばれている古いドルイドの聖地が、Pen-ar-Creac'h近くの森にあった。それは実際は、壁に囲まれたところにある、2m近い高さのあるメンヒルであった。ケルダロン近くでは古墳が見つかり、ローマ時代のレンガの遺構も近くで見つかっている。
ギパヴァを経由しランデルノー＝ブレスト間を走る古い高速道12号線（現在の県道712号線）は、かつてのローマ街道ルートに対応している。
中世のサン＝ディヴィにあったラ・アエ城は、ケルギジオ＝ケルヴァドゥエ家（fr）が所有していた。また、城は一時期レジヴィ家が所有していたこともあった。
サン＝ディヴィはランデルノー代官区の領地となった。
17世紀のサン＝ディヴィは、地域の他のコミューンと同様、家庭用布製品製造が盛んだった。アマと麻が持ち込まれ生産されていたのである。12箇所のカンディ（kanndi、洗濯場のこと。fr）がサン＝ディヴィにあった。
フランス革命前夜に書かれたサン＝ディヴィの第三身分の陳情書（fr）には、サン＝ディヴィの教区民たちが、軍の荷車に対して教区民が課せられた義務と、兵士たちの教区民たちに対する態度についての文句が申し立てられている。『荷車は頻繁に壊れる。我々はほとんどケガをさせられ、時には虐待を受ける。』
フランソワ・ムダンは、サン＝ディヴィの第三身分の陳情書起草時に、唯一の議員であった。
コミューンとなって初の首長となったのは、元々地域の司祭であったフランソワ＝ガブリエル・コズールであった。聖職者民事基本法に反対してレオン司教区内の聖職者たちが抗議の署名をすると、彼は小教区に属するグルメロン神父ら他の聖職者たちとともに、逮捕された。住民たちは聖職者たちが晩課の後に逮捕されたことに反対の声をあげた。彼らはブレスト城に投獄された。コズール師は革命時代を生き延びて、1812年に亡くなるまでランデルノーの公立療養所で神父となっていた。
サン＝ディヴィの住民は、1793年に発生した反徴兵制の乱に参加している。

## 人口統計
| 1962年 | 1968年 | 1975年 | 1982年 | 1990年 | 1999年 | 2006年 | 2010年 |
| ------ | ------ | ------ | ------ | ------ | ------ | ------ | ------ |
| 529    | 533    | 745    | 1141   | 1413   | 1407   | 1321   | 1353   |

サン＝ディヴィの人口の推移

参照元:1999年までEHESS、2000年以降INSEE